# SMS Marie

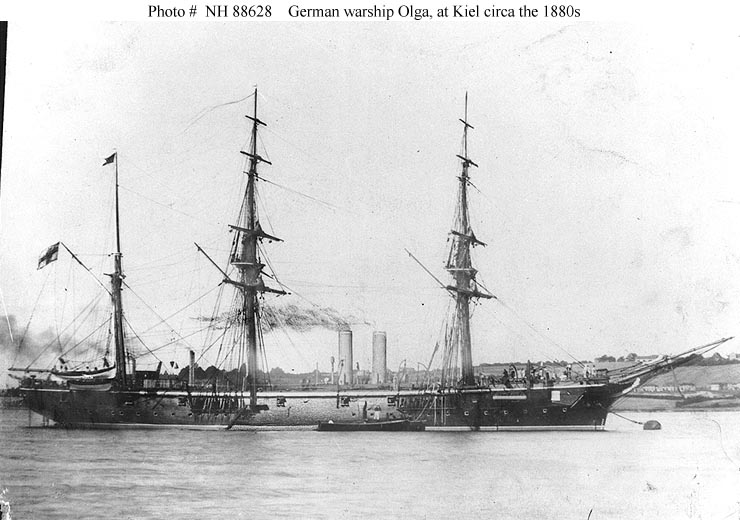
SMS Olga, jumeau du SMS Marie

Le SMS Marie est un navire de la Marine impériale allemande de type corvette lancé le 20 août 1881 à Hambourg, issu des chantiers navals de la compagnie Reiherstieg. Ses sister-ships sont les SMS Olga, SMS Carola (de) et SMS Sophie. Le SMS Marie est rayé de cadres en 1904 et vendu. Il est démantelé en 1909 à Stettin.

## Données techniques
- Longueur : 75 m
- Largeur : 14 m
- Tirant d'eau : 5,8 m
- Déplacement : 2 160 tonnes
- Vitesse : 12 nœuds
- Équipage : environ 270 hommes au départ, puis 13 officiers et 285 hommes (dont 150 mousses)

## Armement
Le navire était équipé en 1904 de quatre canons de calibre 15 cm, de huit canons de calibre 8,8 cm et de deux canons de calibre 10,5 cm, ainsi que de deux canons de calibre 5 cm.

## Kommandanten
| Septembre 1882                 | vacant                        |
| Mai 1883 – février 1886        | KK Ferdinand Krokisius        |
| 25 février 1891 – 13 août 1892 | KK/KzS Hermann Kirchhoff (de) |
| Décembre 1892 – mars 1894      | KK Emil von Lyncker (de)      |
| Mars 1894 – septembre 1895     | KK Ernst Credner (de)         |